# Marinko Šarkezi
Marinko Šarkezi (3 maggio 1972) è un ex calciatore sloveno, di ruolo difensore.
Vanta 13 presenze in Europa.

## Palmarès

### Club

#### Competizioni nazionali
- Campionato sloveno: 6

Maribor: 1997-1998, 1998-1999, 1999-2000, 2000-2001, 2001-2002, 2002-2003
- Coppa di Slovenia: 5

Maribor: 1998-1999, 2003-2004